# Слепое правосудие
«Слепое правосудие» — вестерн 1994 года.

## Сюжет
Ослепший во время войны стрелок Кэнан, скитаясь по Южным Территориям, сталкивается с бандой Алакрана и сержантом армии США Хастингом, вступившими в смертельную схватку за груз серебра. Слепец, не принимаемый в расчёт ни той, ни другой стороной, железной рукой вершит правосудие.

## В ролях
- Арманд Ассанте — Кэнан
- Элизабет Шу — Кэролайн
- Роберт Дави — Алакран
- Адам Болдуин — сержант Хастингс
- Иэн Макэлхинни — отец Мэлоун
- Дэнни Нуччи — Роберто
- М. К. Гейни — Булл
- Титус Уэлливер — Самнер
- Джек Блэк — Приват
- Майкл О’Нил — Спенсер Хейман